# Weibliche Figurine (Werefkin)

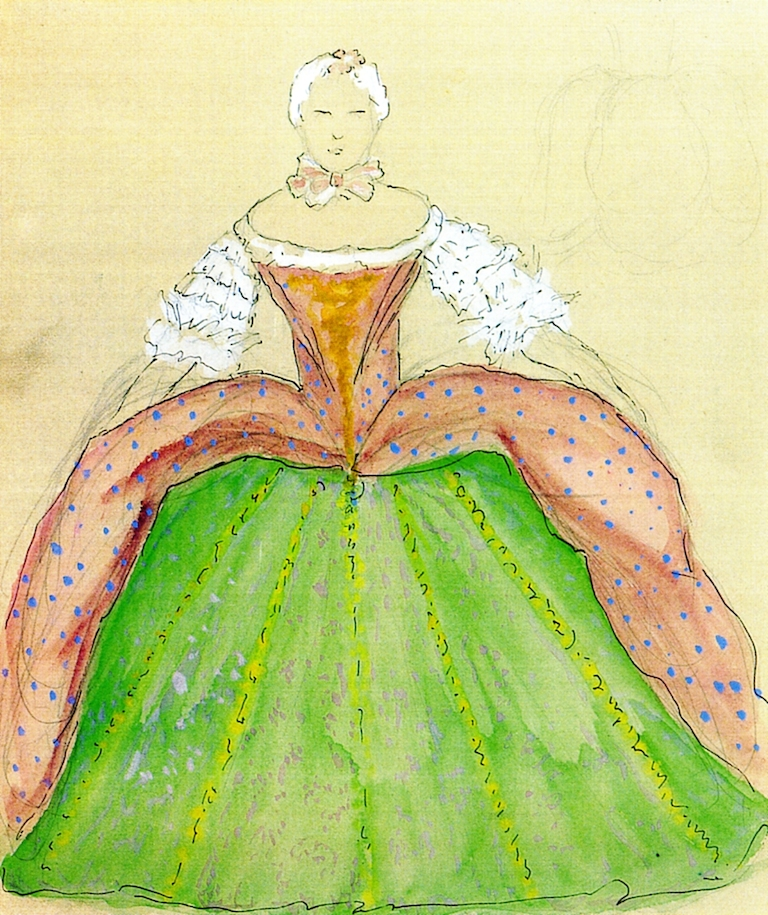
Marianne von Werefkin: Weibliche Figurine, Gouache mit Zeichnung, um 1909

Weibliche Figurine ist der Titel eines Bildes, das die russische Künstlerin Marianne von Werefkin um 1909 malte. Das Werk gehört zum Bestand einer deutschen Privatsammlung. Es ist nicht signiert, datiert und trägt keine Inventarnummer.

## Technik und Maße
Bei dem Bild handelt es sich um eine Gouache mit Federzeichnung auf Karton, 69 × 46 cm.

## Ikonografie
Bei der Darstellung handelt es sich um eine weibliche Figurine der Werefkin. Sie zeigt einen Kostümentwurf für eine Schauspielerin, die in einem Bühnenstück des 17. oder 18. Jahrhunderts auftrat. Bekleidet ist sie mit einem rosafarbenen Oberteil mit großem Dekolleté und bis zu den Ellenbogen reichenden Ärmeln, die mit Fransen geschmückt sind. Eine Wespentaille führt über zum weit ausladenden Panier à coudes. Der Rock reicht bis zum Boden, die Füße sind bedeckt.

## Theater-, Konzert- und Ausstellungsbesuche

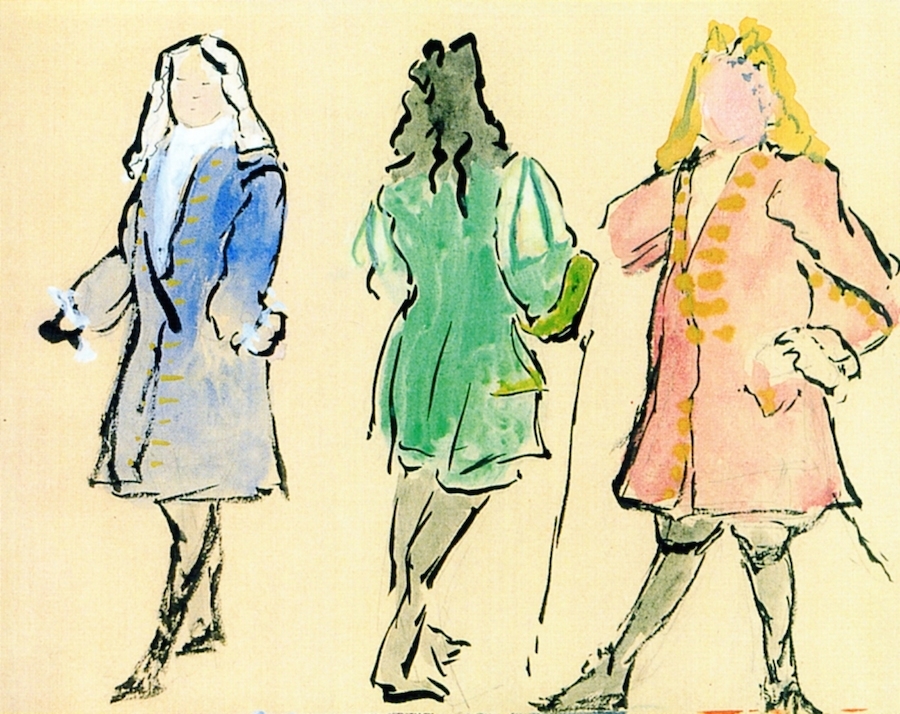
Marianne von Werefkin: Drei männliche Figurinen, um 1909

Bühnenkunst fesselte die Werefkin zeitlebens. Dieses verdeutlichen nicht nur mehrere ihrer Bilder, sondern auch Hunderte von Skizzen, die sie während verschiedener Vorstellungen anfertigte. Aber auch in Briefen aus Kownow an Jawlensky in München berichtete sie 1911 von Schauspielbesuchen, z. B.: „Am Donnerstag Theater […], am Freitag Theater […], am Samstag Theater […], heute Theater“, oder aus Ascona an ihre Freunde Carmen und Diego Hagmann in Zürich spricht Werefkin von Besuchen verschiedener Bühnenstücke. Darüber hinaus weiß man von ihrer begeisterten Mitwirkung bei der Inszenierung der Auftritte des Tänzers Alexander Sacharoff in München oder in Lugano.
Aus dem Originaltext der „Lettres à un Inconnu“ erfährt man sehr viel über „bestimmte Personen oder Situationen des Münchner Kreises“, z. B. über Jawlenskys und Werefkins gemeinsame Theater-, Konzert- und Ausstellungsbesuche in München, ihre Beziehungen zu in- und ausländischen Künstlern, russischen und deutschen Politikern, dem bayerischen Adel und ihre Reisen im In- und Ausland. Im März 1905 – ehe sie 1906 wieder anfing zu malen – gelangte Werefkin zu neuen Eindrücken von Farbwerten durch den Besuch interessanterweise des japanischen Theaters.

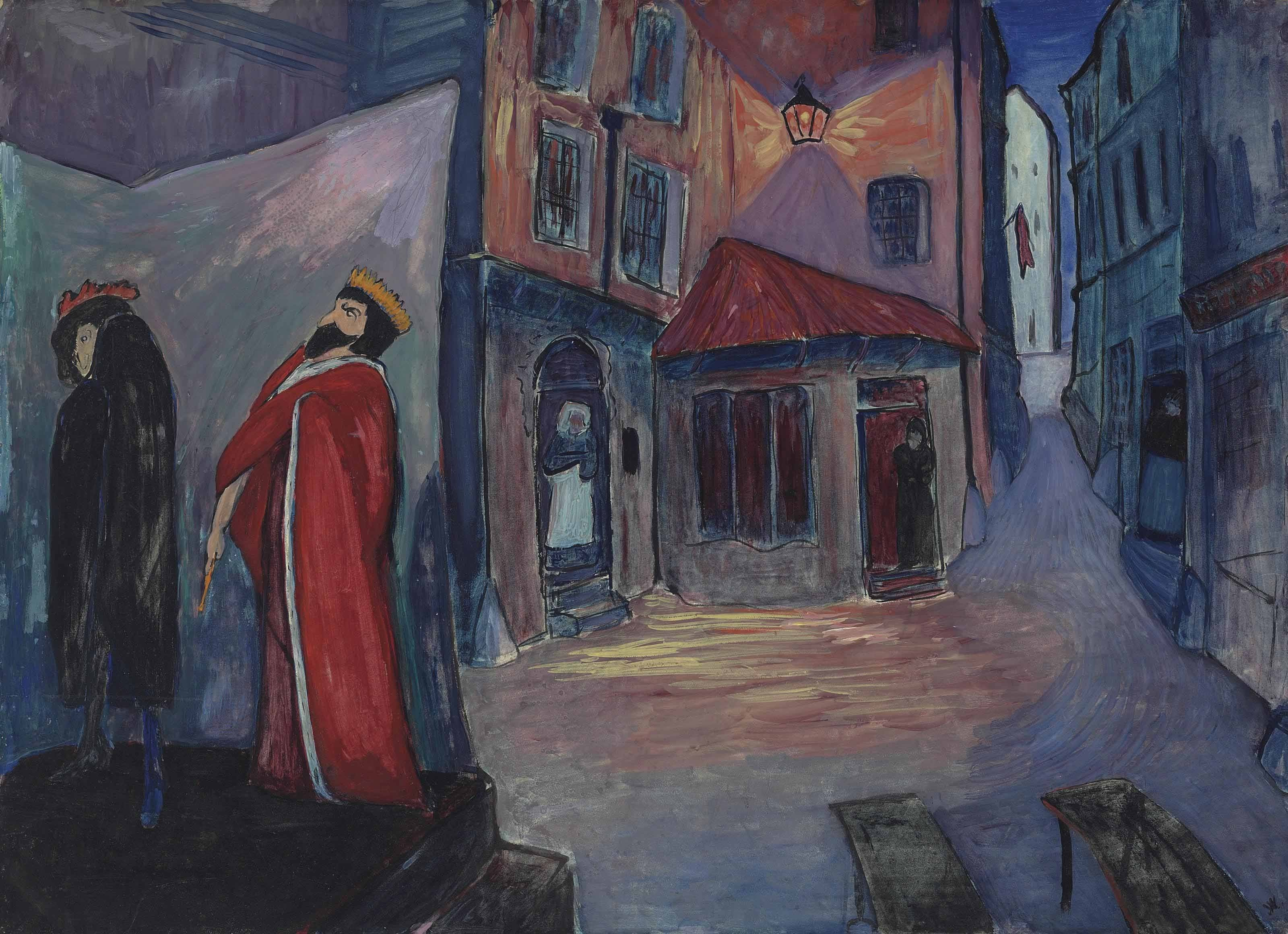
Marianne von Werefkin: In die Nacht hinein. 1910, Städtische Galerie im Lenbachhaus München

Langweile dürfte die Künstlerin weder in Litauen noch in München oder in Murnau gekannt haben. Das verdeutlichen ihre Skizzenbücher. Wo immer es für sie als Malerin etwas Attraktives zu sehen gab, mischte sie sich unters Volk, besuchte Rummelplätze, Volkstheater oder Biergärten.
Bei so viel Vertrautheit mit der Bühnenkunst, wäre es verwunderlich, wenn nicht weitere Belege von praktischen Arbeiten der Werefkin in diesem Metier auf uns gekommen wären. Was dies anbetrifft, so kennt man ein Blatt mit drei männlichen Figurinen mit Perücken, die im Stil und der Farbigkeit gut zu der genannten weiblichen Figurine mit dem Reifrock passen.